# Deltotaria lea
Deltotaria lea är en mångfotingart som beskrevs av Hoffman 1961. Deltotaria lea ingår i släktet Deltotaria och familjen Xystodesmidae. Inga underarter finns listade i Catalogue of Life.